# Дуго Село Ласињско
Дуго Село Ласињско је насељено мјесто у општини Гвозд, на Кордуну, Република Хрватска.

## Историја
У току Другог свјетског рата Дуго Село Ласињско је дало око 180 активних бораца НОБ-а, од којих су 36 погинули, а међу 102 преживјела био је 21 носилац „Партизанске споменице 1941.". Од стране усташа и других непријатеља убијена су 482 мјештана, 24 су умрла од тифуса, а 10 лица су жртве рата.
Побијени мјештани су били презимена: Арбутина, Драгосављевић, Гвојић, Кличковић, Кљајић, Маџаревић, Марковина, Минић, Пришута, Пуља, Радановић, Радојчевић, Радовић, Ромчевић, Тепшић, Трабак и Вујичић — сви Срби.
Дуго Село Ласињско се од распада Југославије до августа 1995. године налазило у Републици Српској Крајини. Многи становници српске националности напустили су село током операције „Олуја“ 1995. године.

## Становништво
На попису становништва 2011. године, Дуго Село Ласињско је имало 46 становника.
Село се састоји од четири засиока: Радовићи, Арбутине, Марковине и Гвојићи.

## Попис 1991.
На попису становништва 1991. године, насељено место Дуго Село Ласињско је имало 385 становника, следећег националног састава:
| Попис 1991.‍  | Попис 1991.‍  | Попис 1991.‍ | Попис 1991.‍ | Попис 1991.‍ |
| ------------ | ------------ | ----------- | ----------- | ----------- |
|              |              |             |             |             |
| Срби         | Срби         |             | 351         | 91,16%      |
| Хрвати       | Хрвати       |             | 5           | 1,29%       |
| Роми         | Роми         |             | 1           | 0,25%       |
| остали       | остали       |             | 1           | 0,25%       |
| неопредељени | неопредељени |             | 2           | 0,51%       |
| непознато    | непознато    |             | 25          | 6,49%       |
| укупно: 385  |              |             |             |             |

### Аустроугарскипопис 1910.
На попису 1910. године насеље Дуго Село Ласињско је имало 1.025 становника, следећег националног састава:
- укупно: 1.025
- Срби — 1.015 (99,02%)
- Хрвати — 10 (0,97%)